# 音の素
『音の素』（おとのもと）は、一部の日本テレビ系列局で放送された読売テレビ製作の音楽バラエティ番組である。制作局の読売テレビでは、2009年4月10日から2011年4月8日まで放送。

## 内容
お笑い芸人が、毎回1組のゲストであるアーティスト、ミュージシャンの今やりたい事、ハマっている事を紹介する番組として放送された。また、圧力鍋を使った料理コーナーやマイナーミュージシャンを応援する企画もあり、予選を通過すれば番組HPでの閲覧が可能となっていた。
制作局の読売テレビでは、当初2011年3月28日で放送終了としていたが、同年3月11日に発生した東北地方太平洋沖地震に伴うNNN報道特別番組のため、同年3月14日の放送を休止、以降1週ずつ繰り下げての放送となり、最終回の日時も同年4月8日25:28 - 25:58へ変更された。

## 出演

### レギュラー
- 藤井隆
- 椿鬼奴

### マンスリーMC

#### 2009年
- オリエンタルラジオ（4月、10月）
- はんにゃ（5月）
- 平成ノブシコブシ（6月）
- NON STYLE（7月）
- ライセンス（8月、9月）
- 麒麟（11月）
- 友近（12月）

#### 2010年
- ハイキングウォーキング（1月）
- トータルテンボス（2月）
- ライセンス（3月）
- NON STYLE（4月）
- 森三中（5月）
- ジャリズム（6月、7月前半）
- 博多華丸・大吉（7月後半、8月前半）
- パンクブーブー（8月後半、9月前半）
- バッファロー吾郎（9月後半、10月前半）
- 東京ダイナマイト（10月後半、11月前半）
- ボルサリーノ（11月後半、12月前半）
- 銀シャリ（12月後半）

#### 2011年
- 銀シャリ（1月前半）
- ゴリ（1月後半）
- しずる（2月）
- とくこ（3月）

## ネット局
- 読売テレビ 毎週月曜24:59 - 25:29 2010年4月12日  - 放送終了 （制作局、2009年4月10日から 2010年3月26日まで、毎週金曜24:30 - 24:59。）
- 日本テレビ 毎週木曜26:08 - 26:38 2010年12月2日 - 放送終了（2009年4月9日から同年10月29日まで、毎週木曜26:33 - 27:03。2009年11月4日から同年12月23日まで、毎週水曜26:14 - 26:44。2010年1月6日から同年9月29日まで、毎週水曜25:59 - 26:29。2010年10月7日木曜のみ26:08 - 26:38。2010年10月14日から同年11月4日まで、毎週木曜25:38 - 26:08。2010年11月11日から同年11月25日まで、毎週木曜25:43 - 26:13。）
- 山梨放送   毎週木曜24:38 - 25:08
- テレビ信州 毎週月曜24:29 - 24:59
- 西日本放送 毎週水曜24:59 - 25:29
- 南海放送   毎週木曜24:54 - 25:24

## 番組本
- 圧力鍋FEVER MENU60（2010年9月10日、ヨシモトブックス）ISBN 978-4-84701-928-9